# Record mondiali di velocità di volo

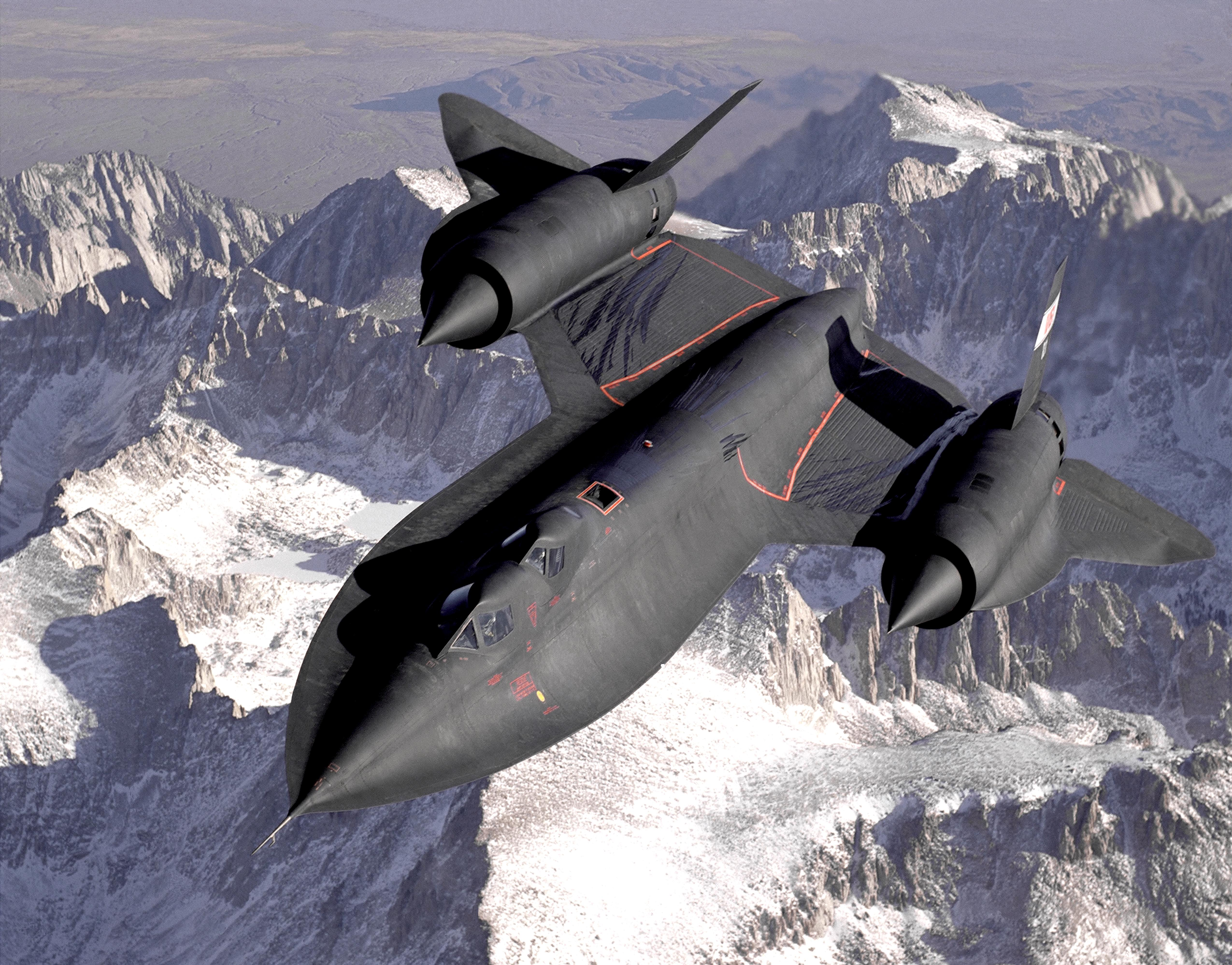
L'SR-71 Blackbird, in servizio presso l’USAF dal 1964 al 1989, attuale detentore del record

Le regole per tutti i primati mondiali dell'aviazione sono definite dalla Fédération Aéronautique Internationale (Federazione Aeronautica Internazionale) e sono inoltre ratificati e pubblicizzati. I primati di velocità sono divisi in molte categorie e sottocategorie. Sono previste tre classi di aerei: idrovolante, anfibio ed aereo terrestre. Inoltre esistono varie sottoclassi: con motore a pistoni, a reazione, turboelica ed infine con motore a razzo. Per ognuno di questi gruppi i primati sono definiti in base ad altitudine, lunghezza di pista impegnata e peso al decollo. Il maggior numero di tentativi di siglare record di velocità avviene solitamente tra Londra e New York.

## Primati di velocità nel tempo
| Anno                                                              | Pilota                            | Velocità | Velocità | Aereo                        | Luogo                 |
| Anno                                                              | Pilota                            | mph      | km/h     | Aereo                        | Luogo                 |
| ----------------------------------------------------------------- | --------------------------------- | -------- | -------- | ---------------------------- | --------------------- |
| 1903                                                              | Wilbur Wright                     | 9,80     | 15,77    | Wright Flyer                 | Kitty Hawk, USA       |
| 1905                                                              | Wilbur Wright                     | 37,85    | 60,91    | Wright Flyer III             |                       |
| 1908                                                              | Henri Farman                      | 40,26    | 64,79    | biplano Voisin               |                       |
| 1909                                                              | Louis Blériot                     | 47,82    | 76,96    | Blériot XII                  |                       |
| 1910                                                              | Alfred Leblanc                    | 68,20    | 109,8    | Blériot XI                   |                       |
| 1911                                                              | Edouard Nieuport                  | 82,73    | 133,1    | Nieuport Nie-2N              |                       |
| 1912                                                              | Jules Vedrines                    | 108,2    | 174,1    | Deperdussin Monocoque        |                       |
| 1913                                                              | Maurice Prévost                   | 126,7    | 203,8    | Deperdussin Monocoque        |                       |
| 1914                                                              | Norman Spratt                     | 134,5    | 216,5    | RAF SE.4                     |                       |
| 1918                                                              | Roland Rohlfs                     | 163,1    | 262,4    | Curtiss Wasp                 |                       |
| 1919                                                              | Joseph Sadi-Lecointe              | 191,1    | 307,5    | Nieuport-Delage NiD 29       |                       |
| 1920                                                              | Joseph Sadi-Lecointe              | 194,5    | 313,0    | Nieuport-Delage 29v          |                       |
| 1921                                                              | Joseph Sadi-Lecointe              | 205,2    | 330,3    | Nieuport-Delage              |                       |
| 1922                                                              | Billy Mitchell                    | 224,3    | 360,9    | Curtiss R-6                  |                       |
| 1923                                                              | Alford J. Williams                | 267,2    | 430,0    | Curtiss R-2C-1               |                       |
| 1924                                                              | Florentin Bonnet                  | 278,5    | 448,2    | Bernard Ferbois V2           |                       |
| 1927                                                              | Mario de Bernardi                 | 297,8    | 479,3    | Macchi M.52                  | Lido di Venezia       |
| 1928                                                              | Mario de Bernardi                 | 318,6    | 512,7    | Macchi M.52bis               | Lido di Venezia       |
| 1929                                                              | Giuseppe Motta                    | 362,0    | 582,6    | Macchi M.67                  |                       |
| 1931                                                              | George H. Stainforth              | 407,5    | 655,8    | Supermarine S.6B             | Lee-on-the-Solent, UK |
| 1933                                                              | Francesco Agello                  | 424      | 682      | Macchi M.C.72                | Lago di Garda         |
| 1934                                                              | Francesco Agello                  | 440,6    | 709,0    | Macchi M.C.72                | Lago di Garda         |
| 1939                                                              | Fritz Wendel                      | 469,22   | 755,14   | Messerschmitt Me 209         | Augusta               |
| 1944                                                              | Herlitzius                        | 596,51   | 960      | Messerschmitt Me 262 S2      |                       |
| 1945                                                              | H. J. Wilson                      | 606,4    | 975,9    | Gloster Meteor F Mk4         | Herne Bay, UK         |
| 1946                                                              | E. M. Donaldson                   | 615,78   | 990,79   | Gloster Meteor F Mk4         | Littlehampton, UK     |
| 1947                                                              | Andrew Boyd                       | 623,74   | 1 003,60 | Lockheed P-80R Shooting Star | Muroc, USA            |
| 1947                                                              | Chuck Yeager                      | 670,0    | 1 078    | Bell X-1                     |                       |
| 1948                                                              | Richard L. Johnson                | 670.84   | 1079.6   | North American F-86A-3 Sabre | Cleveland, USA        |
| 1953                                                              | Neville Duke                      | 727,6    | 1 171    | Hawker Hunter F Mk3          | Littlehampton, UK     |
| Da qui in poi i primati non sono più siglati al livello del mare. |                                   |          |          |                              |                       |
| 1955                                                              | Horace A. Hanes                   | 822,1    | 1 323    | F-100C Super Sabre           | Palmdale, USA         |
| 1956                                                              | Peter Twiss                       | 1 132    | 1 822    | Fairey Delta 2               | Chichester, UK        |
| 1959                                                              | Georgii Mosolov                   | 1 484    | 2 388    | Ye-66 (prototipo del MiG-21) |                       |
| 1965                                                              | Robert L. Stephens e Daniel Andre | 2 070    | 3 332    | Lockheed YF-12A              | Edwards AFB, USA      |
| 1976                                                              | Eldon W. Joersz                   | 2 188    | 3 521    | SR-71 Blackbird              | Beale AFB, USA        |
|                                                                   |                                   |          |          |                              |                       |

## Primati riconosciuti contro primati non riconosciuti
Il SR-71 "Blackbird" detiene il primato della FAI di velocità per motori a reazione con la velocità di 3 529,56 km/h. Il Blackbird era capace di decollare e atterrare senza aiuti esterni da piste convenzionali. Il record fu registrato il 28 luglio 1976 da Eldon W. Joersz vicino alla base aerea di Beale California, USA.
Ad ogni modo, per alcuni il termine primato di velocità implica semplicemente «l'aereo più veloce». Altri aerei hanno ottenuto prestazioni di velocità assolute, ma senza rispettare le regole ufficiali. Per esempio, aerei ad alta velocità sperimentali non sono in grado di decollare autonomamente e richiedono un aereo di supporto.
Lo Space Shuttle è il più veloce velivolo al mondo, ma non è in grado di decollare autonomamente con la potenza dei suoi motori, giacché richiede due razzi ausiliari per portarsi in orbita.
Il Boeing X-43A è attualmente l'aereo più veloce, avendo raggiunto la velocità di 11 200 km/h, o Mach 9,68, il 16 novembre 2004 (è un prototipo senza pilota, ma la FAI accetta anche aerei teleguidati). Tuttavia necessita di un aereo (prima) e di un razzo (poi) per avviare gli speciali motori scramjet (statoreattori a combustione supersonica). Se un proiettile conta come un aereo, furono eseguiti degli esperimenti di capsule sparate ad alta velocità.
L'aereo a razzo North American X-15 è il più veloce aereo pilotato: ha raggiunto la velocità di 7 274 km/h il 3 ottobre 1967. Tuttavia anch'esso non è in grado di decollare autonomamente, perché necessita di essere portato in quota da un aereo di supporto.
| Anno      | Pilota        | Velocità                                   | Velocità                                   | Aereo               |                                                                          |
| Anno      | Pilota        | mph                                        | km/h                                       | Aereo               |                                                                          |
| --------- | ------------- | ------------------------------------------ | ------------------------------------------ | ------------------- | ------------------------------------------------------------------------ |
| 1955      | Hank Baird    | 623                                        | 1 003                                      | Republic XF-84H     | Aeroplano ad elica                                                       |
| 1967      | 'Pete' Knight | 4 510                                      | 7 258                                      | North American X-15 | Aerorazzo                                                                |
| 1981-2010 | vari          | Mach 2 al lancio, 28 000 km/h alla discesa | Mach 2 al lancio, 28 000 km/h alla discesa | NASA Space Shuttle  | Con razzi ausiliari, aerorazzo con serbatoi sganciabili                  |
| 1986      | John Egginton | 249,1                                      | 401,0                                      | Westland Lynx       | Primato mondiale di velocità per un elicottero                           |
| 2004      | senza pilota  | 7 000                                      | 11 270                                     | NASA's X-43A        | Scramjet ipersonico, ma incapace di decollare od atterrare autonomamente |